# Malabon
Malabon (offiziell englisch City of Malabon, Tagalog Lungsod ng Malabon) ist eine philippinische Gemeinde (Component City) in der Hauptstadtregion Metro Manila. Nach dem Zensus von 2015 hatte Malabon 365.525 Einwohner, die in 21 Barangays lebten. Sie wird als Gemeinde der ersten Einkommensklasse auf den Philippinen und als hoch urbanisiert eingestuft.

## Geschichte
Malabon ist ein alter Siedlungsplatz und wurde vor der spanischen Kolonisierung Tambobong genannt. Es handelte sich um das Siedlungsgebiet eines Stammes, der unter der Herrschaft des Rajah Sulayman stand. Er war der Cousin von Rajah Matanda, eines anderen Herrschers in diesem Gebiet. In welchem Jahr die Spanier die Stadt Tambobong gründeten, ist indes unklar. Historiker nennen 1571, 1600, 1607 oder 1670 als mögliche Gründungsjahre einer eigenständigen Verwaltungseinheit. Aufzeichnungen belegen, dass das Gebiet um Tambobong am 21. März 1599 unter die Verwaltung des Augustinerordens kam. 1768 wurde das Casa Regal de Tambobong erbaut, es diente als Verwaltungssitz für Tambobong und Novatas. Am 6. Januar 1906 wurde die gemeinsame Verwaltung von Malabon und Navotas getrennt und der Name Malabon eingeführt.

## Geographie
Malabons Nachbargemeinden sind Navotas im Westen, Obando im Norden, Valenzuela im Nordosten, Caloocan im Osten und Süden. Die Topographie der Stadt ist gekennzeichnet durch das Flachland im Südosten der zentralen Luzon-Tiefebene. Im Osten der Großstadt liegt das Guadaloupe-Plateau.

## Flächennutzung
Die Flächennutzung in der Großstadt wird wie folgt angegeben:
- Wohnbebauung: 597,29 Hektar
- Handel und Gewerbe: 305,64 Hektar
- Industrieansiedlung: 516,99 Hektar
- Öffentliche Einrichtungen und Verwaltung: 99,19 Hektar
- Parks: 14,62 Hektar
- Landwirtschaft: 20 Hektar
- Friedhöfe: 17,67 Hektar

## Hochschulen
- ein Campus der Arellano University

## Söhne der Stadt
- Epifanio de los Santos (1871–1928), Geisteswissenschaftler, Jurist

## Baranggays
- Acacia
- Baritan
- Bayan-bayanan
- Catmon
- Concepcion
- Dampalit
- Flores
- Hulong Duhat
- Ibaba
- Longos
- Maysilo
- Muzon
- Niugan
- Panghulo
- Potrero
- San Agustin
- Santolan
- Tañong
- Tinajeros
- Tonsuya
- Tugatog